# Fostiras FC
El Fostiras es un equipo de fútbol de Grecia que juega en la Gamma Ethniki, la tercera liga de fútbol más importante del país.

## Historia
Fue fundado en el año 1926 en la ciudad de Tavros y cuenta con 10 títulos en su historia, y también ha jugado en la Super Liga de Grecia en 2 temporadas, aunque sin grandes resultados.

## Palmarés
- Beta Ethniki: 2

1959-60, 1969-70
- Gamma Ethniki: 1

2012-13
- Delta Ethniki: 4

1990-91, 2000-01, 2005-06, 2011-12
- Copa de Atenas:3

2005-06, 2006-07, 2011-12